# Repli durable
Le repli durable (sustainable retreat en anglais) est un concept de James Lovelock et qui, au sein de l'hypothèse Gaïa, traduit la nécessité pour la civilisation de changement radical d'utilisation de l'énergie fossile. Selon Lovelock, afin d'éviter une catastrophe globale, la civilisation doit stopper tout recours à l'énergie fossile et utiliser l'énergie nucléaire comme énergie transitoire à l'évolution de nos sociétés.